# C-101
Cet article traite d'un missile chinois. Pour l'avion monoréacteur léger, voir CASA C-101 Aviojet
Pour un article plus général, voir Silkworm (missile).
Le C-101 est un missile anti-navire supersonique pouvant être lancé depuis les airs, les navires et les sites de lancement terrestres.

## Historique
Le C-101 est le premier missile de croisière chinois à avoir été totalement conçu localement.
Dirigés par l'ingénieur Liang Shoupan (梁守磐), également à l'origine d'un autre missile anti-navire, le C-301, la conception et le développement du C-101 commencèrent à la fin des années 1970, en vue de remplacer les anciens missiles HY-2 (OTAN : CSS-N-2 « Seersucker ») et YJ-6 (OTAN : CAS-1 « Kraken »), alors devenus obsolètes. La marine chinoise testa le missile anti-navire C-101 sur les navires lance-missiles de classe Hoku et Huang. Ces derniers sont équipés de 4 tubes lanceurs alors que les navires de classe plus petite n'en emportent que 2. La version aéroportée serait emportée par les bombardiers H-5, Xi'an H-6 et Harbin SH-5,, les Chinois prévoyant ensuite d'étendre ces capacités à tous les avions disponibles dans son inventaire.

## Caractéristiques

### Généralités
La désignation officielle du missile est YJ-1, alors que C-101 est la désignation interne au constructeur, également donnée par les Chinois pour désigner le missile sur le marché d'exportation. « YJ » étant l'abréviation de « Ying Ji » (en chinois : « 鹰击 »), qui veut dire « Attaque de l'aigle ». Sa désignation OTAN est CSS-C-5 « Saples »,.
Les versions aérienne et maritime du missile intègrent toutes les deux un système de contrôle de mise à feu dont les dimensions conviennent à l'espace réduit disponible sur les navires et les avions, contrairement aux versions côtières du Silkworm de première génération, les SY-2 et leur version d'exportation FL-2, qui disposent, eux, de systèmes séparés en plusieurs modules (radars, groupes électrogènes, postes des opérateurs, etc.), dispersés loin les uns-des-autres, afin de diminuer les potentiels dégâts que causerait une attaque ennemie sur leur emplacement.

### Spécifications techniques
Le missile est doté d'une paire d'accélérateurs à poudre largables qui accélèrent sa vitesse jusqu'à une valeur de Mach 1.8, à-partir de laquelle les statoréacteurs s'allument et le propulsent en vol de croisière à Mach 2.0. Ces deux moteurs, placés chacun d'un côté du fuselage du missile, ont une poussée de 180 kN et sont alimentés par 200 kg de carburant aviation (kérosène). Lorsqu'il est largué d'un avion, aucun booster à poudre n'est présent, et il se laisse descendre d'environ 60 m avant d'allumer ses deux statoréacteurs.
Doté d'une charge militaire semi-perforante de 300 kg à déclenchement retardé, il vole à une altitude de 50 m, avant de redescendre à une hauteur de 5 m au-dessus de la surface en approchant à 3 km de sa cible. Il entre en collision avec la coque du navire juste au-dessus de sa ligne de flottaison.
Il est guidé par un radar actif à impulsions Doppler travaillant en bande-J (de 12 à 18 GHz). Même si les chinois affirment que d'autres autodirecteurs pourraient être également employés, tels des systèmes TV ou infrarouge, cette éventualité demeure incertaine, en raison de la disponibilité récente de nouveaux missiles anti-navire russes. Des plans « canard » actionnés hydrauliquement assurent le contrôle en tangage du missile, tandis-que les surfaces de contrôle à la queue se chargent de le diriger sur des axes de lacet et de roulis. Une caractéristique inhabituelle de ce missile vient de ses ailettes verticales dorsale et ventrale.
Le C-101 possède une vitesse plus faible et une altitude de croisière plus élevée que la plupart des autres missiles anti-navires du moment, tels le P-270 Moskit, et est donc relativement enclin à se faire intercepter, mais cette faiblesse est partiellement comblée par une surface équivalente radar plus étroite et une signature infrarouge plus faible. Ces mêmes caractéristiques avantageuses sont citées lorsqu'on compare les missiles de la série des Silkworm's, eux-mêmes dotés d'une vitesse plus faible et d'une altitude plus importante que le C-101. En conséquence, le C-101 se vit bien plus largement employé dans les forces chinoises que son cousin C-301, de taille plus imposante. Il avait principalement pour but de servir de mesure palliative pour la force aérienne, en attendant que les derniers modèles de missiles supersoniques russes deviennent disponibles, tels le Kh-31. Il permettait également de fournir une mise à jour assez simple pour les navires lance-missiles anciens, tels les navires de classe Heku, en remplaçant les Silkworm's originellement installés à-bord.